# Kushinagar
Kushinagar (en IATS: Kusinārā, en hindi: कुशीनगर) és una ciutat del districte homònim Kushinagar, estat d'Uttar Pradesh (Índia) i és una de les quatre ciutats santes del budisme, on va morir el buda, Siddharta Gautama i es troben els seus ossos i el seu sepulcre.

## En la tradició budista
Segons la tradició budista, el Siddharta Gautama es va traslladar a Kushinagar amb Ananda i altres deixebles (Bhikkhus) per a morir ací la mort i adquirir el paranirvana (o màxim nirvana). En un bosc de mangos parà un llit, on va exhortar per darrera vegada els seus deixebles i va morir. Les restes de Siddharta Gautama es traslladaren a la població de Makutabandhana, situada a l'est de Kushinagar, on foren cremades.
La ciutat esdevingué un centre de peregrinació de budistes de tot el món i n'hi havia molts monestirs i temples. La va visitar l'emperador indi Aisoka, un devot budista, en el seu pelegrinatge per les ciutats santes budistes. Entre els monuments sagrats que encara hi resten, hi ha l'stupa Mahaparanirvana, atribuït a l'stupa que es va erigir en honor a Buda després de la seua mort, la tomba de Buda —encara que buida, perquè se suposa que no va deixar restes físiques— i una estàtua de Buda de 1.500 anys.
Diferents temples budistes d'altres nacions s'han erigit a Kushinagar, com ara temples birmans, xinesos, de Sri Lanka, sud-coreans, tailandesos i tibetans.(1)
La població de Kushinagar arriba a 17.982 habitants, 52% hòmens i 48% dones, amb un grau d'alfabetització del 62%. La majoria en són budistes, però també n'hi ha població hindú i jainista.(1)